# Эмон, Памфиль Леопольд Франсуа
Памфиль Леопольд Франсуа Эмон (фр. Pamphile Léopold François Aimon; 4 октября 1779, Лиль-сюр-ла-Сорг — 2 февраля 1866, Париж) — французский композитор и дирижёр.
С 17 лет возглавлял оркестр одного из театров Марселя. В 1817 г. перебрался в Париж, в 1821—1832 гг. руководил оркестром Комеди Франсез. В 1818—1821 гг. поставил в Париже три оперы, по меньшей мере шесть остались непоставленными. Написал также более 30 струнных квартетов, несколько симфоний, концерты для фагота и для виолончели с оркестром, иные камерные и хоровые сочинения.